# Sent Latgièr del Malasiu
Sent Latgièr del Malasiu (en francès Saint-Léger-du-Malzieu) és un municipi francès situat al departament del Losera i a la regió d'Occitània.